# .ax
.ax là tên miền Internet cấp cao nhất dành cho quốc gia (ccTLD) của quần đảo Åland, ra đời năm 2006. Trước đó, các website của Åland đều nằm dưới tên miền cấp 2 .aland.fi. Được quản lý bởi chính quyền của Åland.

## Lịch sử
Ngày 17 tháng 2 năm 2006, chính quyền Phần Lan phê chuẩn một dựa luật để sửa đổi luật cấm sử dụng .ax làm một tên miền gốc. Trong vòng 3 năm, tên miền cấp 2 aland.fi sẽ được sử dụng song song với .ax; mọi đăng ký dưới tên miền cấp 2 aland.fisẽ bị cấm, và chủ nhân của các tên miền aland.fi hiện tại sẽ nhận được những tên miền .ax tương ứng. 
Ngày 17 tháng 3 năm 2006, Tổng thống Phần Lan Tarja Halonen phê chuẩn dự luật nói trên thành luật, có hiệu lực tự 27 tháng 3 năm 2006  chính quyền Åland được nhận đăng ký ngay sau khi luật có hiệu lực.
Ngày 9 tháng 6 năm 2006, ICANN chấp thuận nhượng quyền điều khiển tên miền gốc .ax cho chính quyền Åland. Tên miền .ax được thêm vào các tên miền gốc ngày 21 tháng 6 năm 2006, và được khởi hoạt ngày 15 tháng 8 năm 2006. 

## Các điều kiện đăng ký
Tên miền có thể được cấp cho
- Một cư dân hợp pháp có việc làm ổn định, sống có đăng ký ở quần đảo Åland.
- Một tổ chức, cơ quan nhà nước hoặc một tổ chức, doanh nghiệp độc lập có làm ăn ở quần đảo Åland hoặc đã có đăng ký.
- Một cá nhân, ít nhất 15 tuổi và có nơi cư trú thuộc Åland.

## Liên kết
- whois của IANA về .ax Lưu trữ ngày 2 tháng 7 năm 2006 tại Wayback Machine